# A.G.S.R. Gyas
De Algemene Groninger Studenten Roeivereniging Gyas, kortweg: Gyas, werd opgericht op 12 mei 1964. Tot die tijd konden vrouwelijke studenten en studenten die geen lid waren van Vindicat alleen terecht bij de algemene vereniging KGR De Hunze. Omdat deze vereniging geen plek meer had voor de steeds groter wordende aantallen studenten, werd een nieuwe studentenroeivereniging opgericht.
De verenigingskleuren zijn zwart, wit en cognac. Het verenigingstenue bestaat uit een wit shirt met een zwarte band die van de rechterschouder naar de linkerheup loopt.

## Huisvesting
Gyas is lange tijd gevestigd geweest bij de Oostersluis in Groningen, totdat in de Oudejaarsnacht 1984 het botenhuis door vandalen in brand gestoken werd. Een groot deel van de vloot en het botenhuis gingen verloren en de zoektocht naar een nieuwe locatie (die al begonnen was vanwege uitbreidingsplannen voor de Oostersluis) moest ineens flink versneld worden.
In overleg met G.S.R. Aegir, dat ook moest verhuizen, koos Gyas voor een locatie aan het Noord-Willemskanaal bij de Julianabrug en Knooppunt Julianaplein. Met vereende krachten van de leden en bijdragen van sponsoren en de Rijksuniversiteit Groningen werd een nieuw botenhuis gebouwd, dat in december 1986 geopend werd. Tot op heden is Gyas hier nog steeds gevestigd.
Vanaf 2000 is een commissie bezig met het voorbereiden van een verbouwing van het botenhuis. Door het enorm groeiende ledental was de huisvesting inmiddels te klein gebleken. In maart 2006 heeft de ledenvergadering een verregaand besluit genomen over de toekomstige huisvesting. Woningbouwvereniging De Huismeesters ontwikkelde namelijk boven het huidige gebouw van Gyas een nieuwe woontoren, waarvan Gyas dan de eerste twee verdiepingen tot haar beschikking zal krijgen. Door de toekomstige uitbreidingsplannen van het knooppunt in de zuidelijke Ringweg Groningen (het Julianaplein), waar Gyas vlakbij ligt, raakte het ' flatplan' in mei 2007 echter definitief van de baan. Daarom werd verder gekeken naar eigen uitbreidingsmogelijkheden binnen het bestemmingsplan. Op 3 maart 2008 werd met de uitbreiding van het botenhuis begonnen. Deze verbouwing was in de zomer van 2008 voltooid en op 12 september 2008 werd het verbouwde Bootenhuysch officieel geopend.
Door de enorme groei van Gyas in de jaren na de verbouwing bleken andere faciliteiten ook niet meer afdoende. Zo werd in 2012 besloten tot het aanschaffen van een nieuw en vergroot vlot. Dit vlot verving zo het oude vlot dat ruim 10 jaar dienst had gedaan. Vanaf 2018 wordt er zelfs gekeken naar een verdere uitbreiding van het botenhuis, waarbij een extra verdieping meer ruimte zou moeten maken voor stalling van boten, landtrainingen en sociale activiteiten. Tijdens de verbouwings-ALV in 2025 is er ingestemd met de huidige verbouwingsplannen. Hiermee is het plan om in 2026 te gaan verbouwen van start gegaan.

## Roeien
Roeien wordt, net als op andere studentenroeiverenigingen, hoofdzakelijk gedaan op twee niveaus, het competitieroeien en het intensievere wedstrijdroeien. Ieder jaar beoefenen circa 70 mensen deze laatste vorm. Zij strijden tegen alle roeiverenigingen op de zogenaamde nationale roeiwedstrijden en de meer ervaren roeiers zelfs op internationale wedstrijden waarbij ze via de roeibond voor Nederland uitkomen. De basis van het wedstrijdroeien vormen de eerstejaars achten in de categorieën lichte heren, zware heren en dames, voor de lichte dames is er sinds 2012 een lichtedamesdubbelvierklassement.
Sportieve hoogtepunten uit het verleden zijn onder meer de zilveren medailles op de Olympische Spelen van Anneke Venema in Sydney (Dames 8+), Jan-Willem Gabriëls in Athene (Heren 8+) en Ymkje Clevering in Tokyo (Dames 4-). Tijdens de Olympische Spelen in Beijing 2008 kwamen Rogier Blink (Holland 8+),Paul Drewes (LM4-) en Jan-Willem Gabriëls (Holland Vier) uit namens Gyas. Voor Gyas een recordaantal roeiers die deelnamen tijdens de Spelen. Respectievelijk behaalden zij de 4e, 6e en 8e plaats. In London waren er wederom Gyanen die aan de start verschenen, ditmaal Rogier Blink in de Holland Acht en Nanne Sluis in de 2-. Zij behaalden respectievelijk een 5e en een 11e plaats. Ook op de Olympische Spelen in Rio de Janeiro en Tokyo was Gyas met twee roeiers actief, namelijk Joris Pijs en Sophie Souwer in Rio en Sophie Souwer en Ymkje Clevering in Tokyo.
Naast successen op de Olympische Spelen is er ook goed gepresteerd op World Cups en Europese en Wereldkampioenschappen. In de zomer van 2007 won Jan-Willem Gabriëls twee Zilveren en een Gouden medaille in de 4- tijdens de World Cups en won hiermee het Algemeen Klassement. Daarnaast won Paul Drewes eenmaal Zilver in de Lichte 2- en tweemaal Brons in de Lichte 4- tijdens de World Cups. Rogier Blink won met de Holland Acht in 2012 in Belgrado Brons en in datzelfde jaar haalde Joris Pijs Goud in Luzern in de Lichte 2- met tevens een Nationaal Record en Zilver tijdens de World Cup in München. Tijdens het WK van 2007 werd Dennis Beemsterboer Wereldkampioen in de Lichte 8+. Daarnaast won Jan-Willem Gabriëls Brons tijdens zowel het WK van 2006 in Eton en het WK van 2007 in München.
In 2023 werden voor het eerste 2 Gyanen wereldkampioen op een Olympisch nummer. Ymkje Clevering en Marloes Oldenburg wonnen goud in respectievelijk de Dames twee- en vier-zonder.  
Tevens zijn er jaarlijks roeiers van Gyas die uitgezonden worden naar het WK onder 23 (SB-WK). Dit leidde ook geregeld tot medailles zoals een bronzen medaille voor Rogier Blink in 2003, een bronzen medaille voor Joris Pijs in 2008, een zilveren medaille voor Erik Talens in 2023 en een gouden medaille voor Marg van der Wal in de 2- in 2025.
Tijdens de Olympische Zomerspelen van 2024 in Parijs behaalden twee (oud-)leden van A.G.S.R. Gyas een gouden medaille. Ymkje Clevering won goud in de twee-zonder-stuurvrouw samen met Veronique Meester. Marloes Oldenburg behaalde goud in de vier-zonder-stuurvrouw, samen met Hermijntje Drenth, Tinka Offereins en Benthe Boonstra. Deze prestaties onderstrepen de sterke roeitraditie van Gyas en de bijdrage van de vereniging aan het Nederlandse toproeien.

## Wedstrijden
Gyas organiseert zelf ook een aantal wedstrijden:
- de Gyas-Hunze race is een competitiewedstrijd door de grachten van Groningen die al sinds 1978 georganiseerd wordt.
- de Gyas Meerkamp is een competitiewedstrijd over verschillende afstanden die in 2017 voor het eerst is georganiseerd.
- de Martini Regatta werd tot 2014 samen met G.S.R. Aegir en De Hunze georganiseerd op de roeibaan in Harkstede.

## Bekende (oud-)leden
- Jissy de Wolf
- Tessa Knaven
- Anneke Venema
- Jan-Willem Gabriëls
- Paul Drewes
- Rogier Blink
- Nanne Sluis
- Sophie Souwer
- Joris Pijs
- René Paas
- Ymkje Clevering
- Marloes Oldenburg